# Axel Walter
Carl Axel Walter, född 19 december 1853 i Österlövsta socken, död 5 augusti 1922 i Åsljunga, Örkelljunga socken, var en svensk läkare.
Axel Walter var son till kronolänsmannen Carl Johan Walter och Julie Charlotta Lönnberg. Efter mogenhetsexamen i Uppsala 1872 blev han medicine kandidat vid Karolinska institutet 1878, medicine licentiat vid Uppsala universitet 1882 samt efter disputation vid Karolinska institutet 1894 medicine doktor i Uppsala samma år. Han tjänstgjorde först som amanuens och underläkare vid hospitalet och akademiska sjukhuset i Uppsala och var därefter 1882–1887 andre kirurg vid Sahlgrenska sjukhuset i Göteborg samt förestod från 1884 under en mängd år en ögonpoliklinik där. År 1890 blev Walter biträdande lärare vid Barnmorskeundervisningsanstalten i Göteborg och var tillförordnad barnmorskelärare där samt tillförordnad direktor vid Barnbördshuset i Göteborg periodvis 1893–1898, varefter han 1898 utnämndes till professor, samt direktor vid nämnda barnmorskeundervisningsanstalt. I denna befattning kvarstod han till 1919. Därutöver förestod han och var lärare vid Polikliniken för vanföra i Göteborg 1896–1909. Walter intresserade sig särskilt varmt för vården av vanföra och gjorde en betydande insats genom att utveckla vanföreanstalten i Göteborg. Vidare var han bland annat ordförande i Föreningen för bistånd åt vanföra i Göteborg från 1909 (vice ordförande 1896–1909). Vid sidan av sin läkargärning ägnade sig Walter även åt konst och litteratur samt andra kulturella intressen. Han blev ledamot av Kungliga Vetenskaps- och Vitterhets-Samhället i Göteborg 1905. Bland Walters skrifter märks doktorsavhandlingen Om Partus arte præmaturus vid bäckenförträngning (1894) samt översikten Barnbördshusets i Göteborg verksamhet 1875–1900 (1900).